# Paddenpfuhl (Woltersdorf)
Der Paddenpfuhl ist ein Tümpel und eine Nachbarschaft in der Brandenburger Gemeinde Woltersdorf.

## Geographie
Der Paddenpfuhl liegt inmitten der gleichnamigen Ortslage. Sie bildet das Westend von Woltersdorf. Woltersdorf-Paddenpfuhl hat die Form eines Dreiecks, dass im Osten durch die Ahornallee und sonst durch Gemeindegrenzen gebildet wird. Er liegt am Südrand des Barnim zum Berliner Urstromtal und entwässert auch in jenes.

## Geschichte

### Westliche Gutsheide
Die Gegend um den Paddenpfuhl war seit der Gründung von Woltersdorf ein Waldgebiet geblieben. Er bildete die Verbindung der nördlicheren Teile der Woltersdorfer Heide (Fuchsberge, Stolp) mit den südlicheren Teilen (Eichberge). Die Gutsheide gehörte zum Besitz des Rittergutes Woltersdorf, dass seit Ostern 1487 der Stadt Berlin gehörte. 1780 wurde die Gutsheide in sieben Jagen eingeteilt. Jagen 5 umfasste den westlichen Teil um den Paddenpfuhl, der zwischen dem Schönebecker Weg und dem alten Rahnsdorfer Weg lag.

### Wellsteins Terrain wird zu Mörners Gelände
Nachdem die Stadt Berlin das Rittergut 1859 verkauft hatte, ließ der neue Eigentümer die Woltersdorfer Heide fast vollständig abholzen. Das Holz der westlichen Gutsheide wurde zu Telegraphenstangen verarbeitet. Die nun entstandenen Ackerflächen wurden aus dem Gutsbesitz herausgelöst und verkauft. Die westliche Gutsheide ging zum Teil mit der südlichen Gutsheide an den Staat und wurde mit dem Forst Köpenick vereinigt. Dieses Areal gehörte ab 1873 nicht mehr zu Woltersdorf. 184 Morgen der ehemaligen westlichen Gutsheide erwarb Johann Wellstein. Dieser besaß auch im benachbarten Klein Schönebeck große Ackerflächen. Das Feld im äußersten Westen Woltersdorfs wurde daher auch Wellsteins Terrain oder kurz Wellstein genannt. 1903 wurde auf dem Großen Feld die Gartenstadt Schönblick vom Lebensreformer Bruno Wilhelmi gegründet. 1904 erwarb Albert Mörner Wellsteins Terrain und plante eine Parzellierung. Jedoch war die Gegend um den Paddenpfuhl deutlich unattraktiver als Schönblick, da es weiter entfernt von den Bahnhöfen Erkner und Wilhelmshagen gelegen war. Mit dem Bau der Straßenbahn von Woltersdorf-Schleuse zum Bahnhof Rahnsdorf änderte sich dies. Nun wurde das Gelände von der Straßenbahn durchquert und hatte den kürzesten Weg nach Berlin. Der Erste Weltkrieg und die Inflation verhinderten jedoch noch einige Jahre eine Entwicklung.

### Westend wird zum Dichterviertel
Ab 1924 wurde das Gelände westlich von Schönblick parzelliert und bebaut. Die ersten zehn Häuser wurden von der Siedlungsgesellschaft Niederbarnim in der heutigen Fontanestraße nördlich der Berliner Straße erbaut. 1930 wohnten bereits 100 Menschen im Woltersdorfer Westend. Zu den ersten Bewohnern gehörten die rheinländische Sängerin und Autorin Susanne Simshäuser und der thüringische Minister und Gründer des Republikanischen Reichsbundes Carl von Brandenstein. 1932 erhielten die Straßen amtliche Namen. Am Paddenpfuhl entstand das Dichterviertel mit Goethe-, Schiller-, Fontane-, Chamisso-, Lessing-, Heine- und Körnerstraße. Ein Jahr später änderte die nur noch aus NSDAP und der Kampffront Schwarz-Weiß-Rot bestehende Gemeindevertretung den Namen der Heinestraße in Dietrich-Eckart-Straße. 1945 wurde diese Straße in Kantstraße umbenannt. Nach Heinrich Heine wurde nun die Moltkestraße in Schönblick-West benannt. In der DDR wurden mehrere Grundstücke durch SED und Stasi genutzt.